# András Száraz
András Száraz, né le 2 mars 1966 à Budapest en Hongrie, est un patineur artistique et entraîneur hongrois, octuple champion de Hongrie dans les années 1980.

## Biographie

### Carrière sportive
András Száraz est octuple champion de Hongrie (1982, 1983, 1984, 1986, 1987, 1988, 1989 et 1990).
Il représente son pays à un mondial junior (1982 à Oberstdorf), huit championnats européens (1982 à Lyon, 1983 à Dortmund, 1984 à Budapest, 1986 à Copenhague, 1987 à Sarajevo, 1988 à Prague, 1989 à Birmingham et 1990 à Léningrad), cinq mondiaux seniors (1984 à Ottawa, 1986 à Genève, 1988 à Budapest, 1989 à Paris et 1990 à Halifax). Il ne participa jamais aux Jeux olympiques d'hiver[réf. nécessaire].
Il arrête les compétitions sportives après les mondiaux de 1990.

### Reconversion
Après s'être retiré des compétitions, András Száraz devient entraîneur en Hongrie, aux côtés de sa compatriote Eszter Jurek. Son élève la plus remarquable est la championne d'Europe 2004 Júlia Sebestyén.

## Palmarès
| Compétitions                  | 1982    | 1983    | 1984    | 1985    | 1986    | 1987    | 1988    | 1989    | 1990    |  |  |  |  |  |
| Jeux olympiques               |         |         |         |         |         |         |         |         |         |  |  |  |  |  |
| Championnats du monde         |         |         | 21e     |         | 26e     |         | 20e     | 15e     | 17e     |  |  |  |  |  |
| Championnats d'Europe         | 21e     | 20e     | 18e     |         | 17e     | 19e     | 13e     | 11e     | 22e     |  |  |  |  |  |
| Championnats de Hongrie       | 1er     | 1er     | 1er     |         | 1er     | 1er     | 1er     | 1er     | 1er     |  |  |  |  |  |
| Championnats du monde juniors | 17e     |         |         |         |         |         |         |         |         |  |  |  |  |  |
| Autre compétition             | 1981/82 | 1982/83 | 1983/84 | 1984/85 | 1985/86 | 1986/87 | 1987/88 | 1988/89 | 1989/90 |  |  |  |  |  |
| Skate America                 |         |         |         |         |         |         |         |         | 12e     |  |  |  |  |  |
|                               |         |         |         |         |         |         |         |         |         |  |  |  |  |  |